# Isopleet

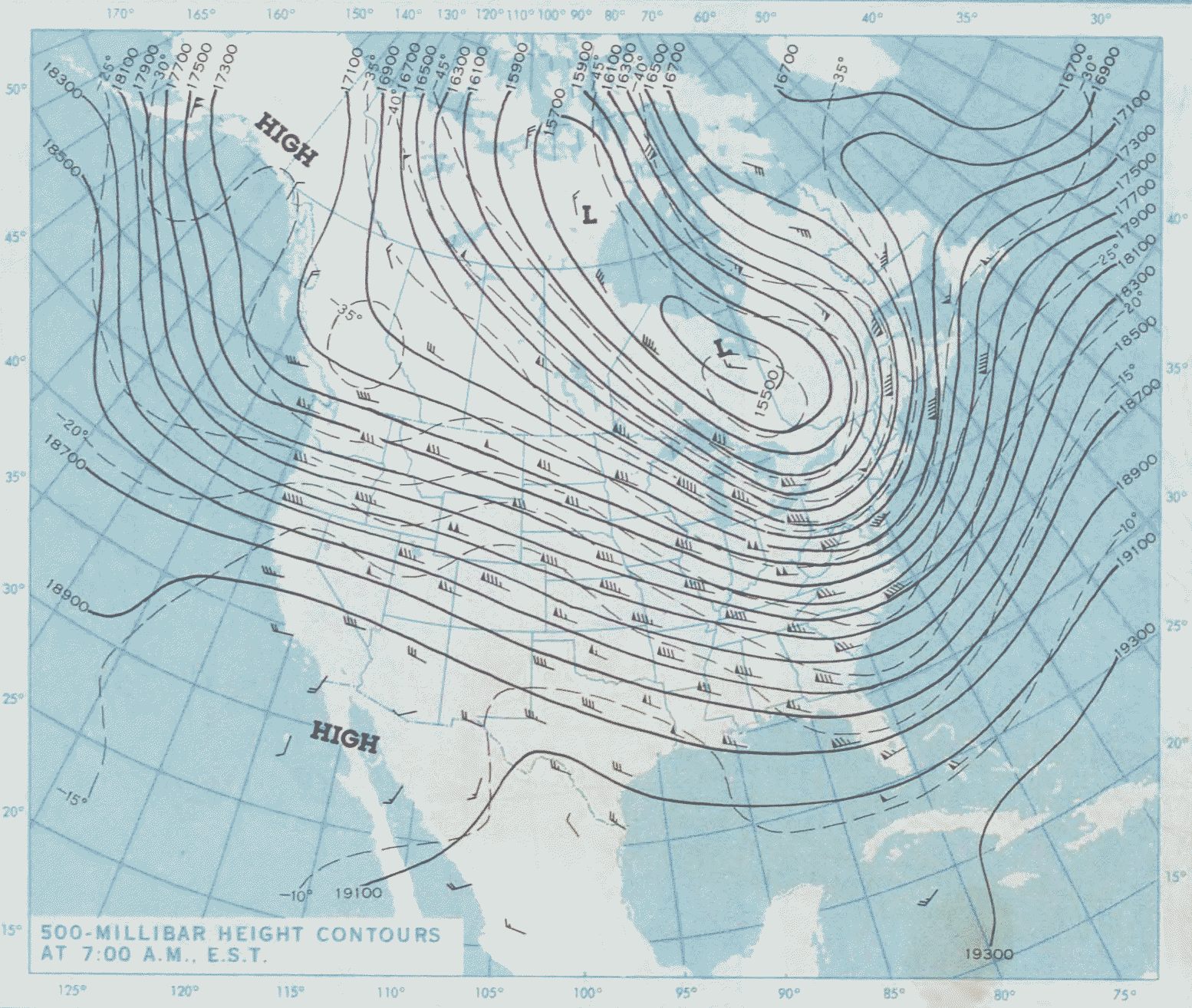
Een weerkaart met Isopleten.

Isopleet (van de Griekse woorden isos = gelijk en plèthos = menigte, grootte, omvang), isolijn, isokwant en contourlijn zijn algemene namen voor een kromme op een kaart of in een driedimensionale grafiek die punten verbindt waarvoor de weer te geven grootheid eenzelfde waarde heeft. Isopleten die dicht bij elkaar liggen, laten zien dat de grootheid daartussen sterk verandert. Als de isopleten een cirkel maken om een bepaald punt betekent dat waarschijnlijk dat dat punt een top of dal is.
Het woord wordt in de faseleer met name gebruikt om in een fasediagram punten te verbinden die een gelijke samenstelling hebben.

## Voorbeelden
- dieptelijn of isobaat: gelijke diepte
- hoogtelijn of isohypse: gelijke hoogte
- isotherm: gelijke temperatuur
- isochoor: gelijk volume
- isobaar: gelijke druk
- isohyeet: gelijke neerslag
- isopache: gelijke dikte in sedimentair of magmatisch gesteente
- isotache: gelijke windsnelheid
- adiabaat: gelijke hoeveelheid energie
- isochroon: gelijke tijd (diverse varianten)

## Geschiedenis
De Nederlandse landmeter Pieter Bruinsz tekende in 1584 een isolijn op een kaart, namelijk een isobaat van 7 voet diepte in het Spaarne. Het idee om lijnen te trekken tussen punten van gelijke waarden werd verschillende keren herontdekt. In 1701 gebruikte Edmond Halley dergelijke lijnen (isogonen) in een grafiek over magnetische variatie. De Nederlandse ingenieur Nicolaus Cruquius tekende de bedding van de rivier Merwede met dieptelijnen met intervallen van 1 vadem in 1727, en Philippe Buache gebruikte dieptelijnen van 10 vadem op een kaart van het Kanaal die in 1737 werd voorbereid en in 1752 werd gepubliceerd. Het gebruik van dergelijke lijnen om een landoppervlak weer te geven (hoogtelijnen) werd bestudeerd door Ducarla in 1771 en Charles Hutton gebruikte ze toen bij het berekenen van het volume van een heuvel in 1777. In 1791 werd een kaart van Frankrijk getekend door J. L. Dupain-Triel met hoogtelijnen om de 20 meter intervallen, hachures, hoogte-kleuren en een verticale sectie. In 1801 gebruikte het hoofd van het Korps van Ingenieurs, Haxo, hoogtelijnen op een kaart met schaal 1:500 van zijn projecten voor Rocca d'Anfo. Vanaf 1843 werden hoogtelijnen algemeen toegepast in de Europese topografische diensten. Dieptelijnen op zeekaarten werden algemeen gebruikt vanaf 1834, toen Rusland ze ging gebruiken, en Groot-Brittannië in 1838.
Toen kaarten met contourlijnen eenmaal gemeengoed waren werd de techniek ook gebruikt voor het weergeven van andere grootheden. Een recent voorbeeld is het ontwikkelen van kaarten die luchtkwaliteit als contourlijnen weergeven in en rond stedelijke gebieden of geluidshinder rondom bijvoorbeeld een luchthaven als Schiphol.